# Ecaterina de Braganza
Ecaterina de Braganza (portugheză Catarina de Bragança) (n. 25 noiembrie 1638 – d. 31 decembrie 1705), a fost infantă portugheză și soția regelui Carol al II-lea al Angliei, Scoției și Irlandei.

## Copilărie

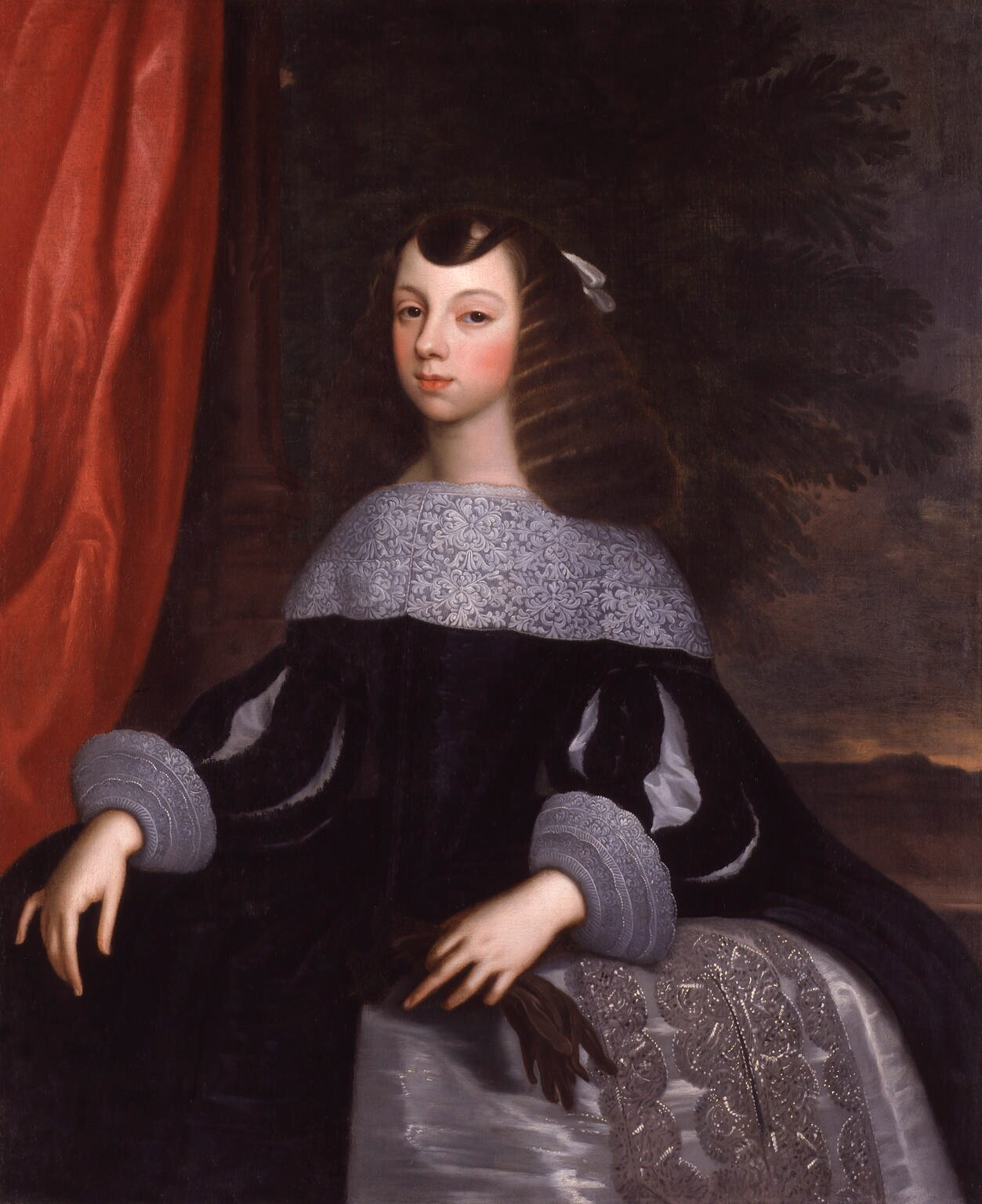
Ecaterina de Braganza

Infanta Ecaterina a Portugaliei (sau de Braganza) s-a născut la Casa Viçosa ca a doua fiică a regelui Ioan al IV-lea al Portugaliei (la timpul acela Duce de Braganza) și a soției lui, Luisa de Guzmán, fiica Ducelui de Medina-Sidonia. Prin mama sa, Ecaterina era strănepoată a Sfântului Francis Borgia. Cu toate că a fost crescută într-o mănăstire, educația Ecaterinei a fost atent supravegheată de către mama ei.
După restaurarea Casei Regale Portugheze și a accesiunii tatălui la tron la 1 decembrie 1640, ea a fost propusă ca mireasă pentru Ioan de Austria cel Tânăr, Francois de Vendome, duce de Beaufort, Ludovic al XIV-lea al Franței și Carol al II-lea al Angliei. La restaurarea lui Carol pe tronul Angliei în 1660, mama Ecaterinei a redeschis negocierile cu consilierii lui Carol și un angajament de căsătorie a fost semnat la 23 iunie 1661.

## Căsătorie
S-a căsătorit prin proxy la Lisabona la 23 aprilie 1662. După ce a ajuns la Portsmouth la 14 mai 1662, cuplul s-a căsătorit în încă două ceremonii – una catolică oficiată în secret urmată de una publică, anglicană - la 21 mai. Caterina la vârsta de 23 de ani  s-a căsătorit târziu pentru femeile din timpul său. Zestrea ei a adus orașele porturi Tanger și Bombay sub control englez.
Catherine a rămas însărcinată și a pierdut sarcina de cel puțin de două ori și, în timpul unei boli grave, în 1663, ea a crezut pentru un timp că a născut. Poziția sa era una dificilă, Carol a continuat să aibă copii cu numeroasele sale metrese însă el a insistat ca regina să fie tratată cu respect.
De-a lungul domniei sale, Carol a respins ferm ideea de a divorța de Catherine, chiar și atunci când Parlamentul a exercitat o presiune pentru a da naștere sau de a declara un succesor protestant.
Caterina a introdus obiceiul de a bea ceai în Anglia, un obicei care era deja foarte popular printre nobilimea portugheză la momentul respectiv. Ceaiul era importat în Portugalia de la posesiunile portugheze din Asia precum și prin intermediul negustorilor portughezi care făceau comerț în China și Japonia.
La moartea lui Carol al II-lea la 16 februarie 1685, Caterina a rămas în Anglia în timpul domniei lui Iacob al II-lea al Angliei și s-a întors în Portugalia în timpul domniei lui William al III-lea și Maria a II-a, după Revoluția glorioasă.
Caterina s-a îmbarcat la 29 martie 1692 spre Spania. S-a stabilit la Lisabona în 1693, la palatul Bemposta. Și-a asumat regența de două ori: în 1704 când Petru al II-lea al Portugaliei s-a dus la război pentru succesiunea la tronul Spaniei și în 1705 când regele a fost bolnav.
A murit la Lisabona în 31 decembrie 1705 și a fost înmormântată la Mănăstirea Jerónimos, în Belém, Lisabona.